# Poeciloneta hengshanensis
Poeciloneta hengshanensis är en spindelart som först beskrevs av Chen och Yin 2000.  Poeciloneta hengshanensis ingår i släktet Poeciloneta och familjen täckvävarspindlar. Inga underarter finns listade i Catalogue of Life.